# Franz Lachner
Franz Paul Lachner (2 de abril de 1803 - 20 de janeiro de 1890) foi um compositor e maestro alemão.

## Biografia
Lachner nasceu em Rain am Lech, em uma família com inclinação musical (seus irmãos Ignaz, Theodor e Vinzenz também se tornaram músicos). Ele estudou música com Simon Sechter e Maximilian Stadler, e mais tarde conduziu no Teatro de Kärntnertor, em Viena. Em 1834, ele se tornou Kapellmeister em Mannheim.  
Como parte de comparações estéticas da produção sinfônica de Beethoven com esforços posteriores, em 1835 houve uma competição em Viena para eleger a melhor nova sinfonia do ano. Patrocinada por Tobias Haslinger, de uma conhecida editora musical, houve nada menos que 57 candidatas. Lachner recebeu o primeiro prêmio, com sua 5.ª Sinfonia Passionata, ou Preis-Symphonie, e em seguida tornou- se Kapellmeister em Munique, posto que alçou-o a figura importante da vida musical local, conduzindo na ópera e em vários shows e festivais.  
Sua carreira chegou a um fim repentino em 1864, depois de o discípulo de Richard Wagner, Hans von Bülow, assumir as funções de Lachner. Lachner permaneceu oficialmente em seu posto por alguns anos, em licença prolongada, até que seu contrato expirou. 

## Trabalhos

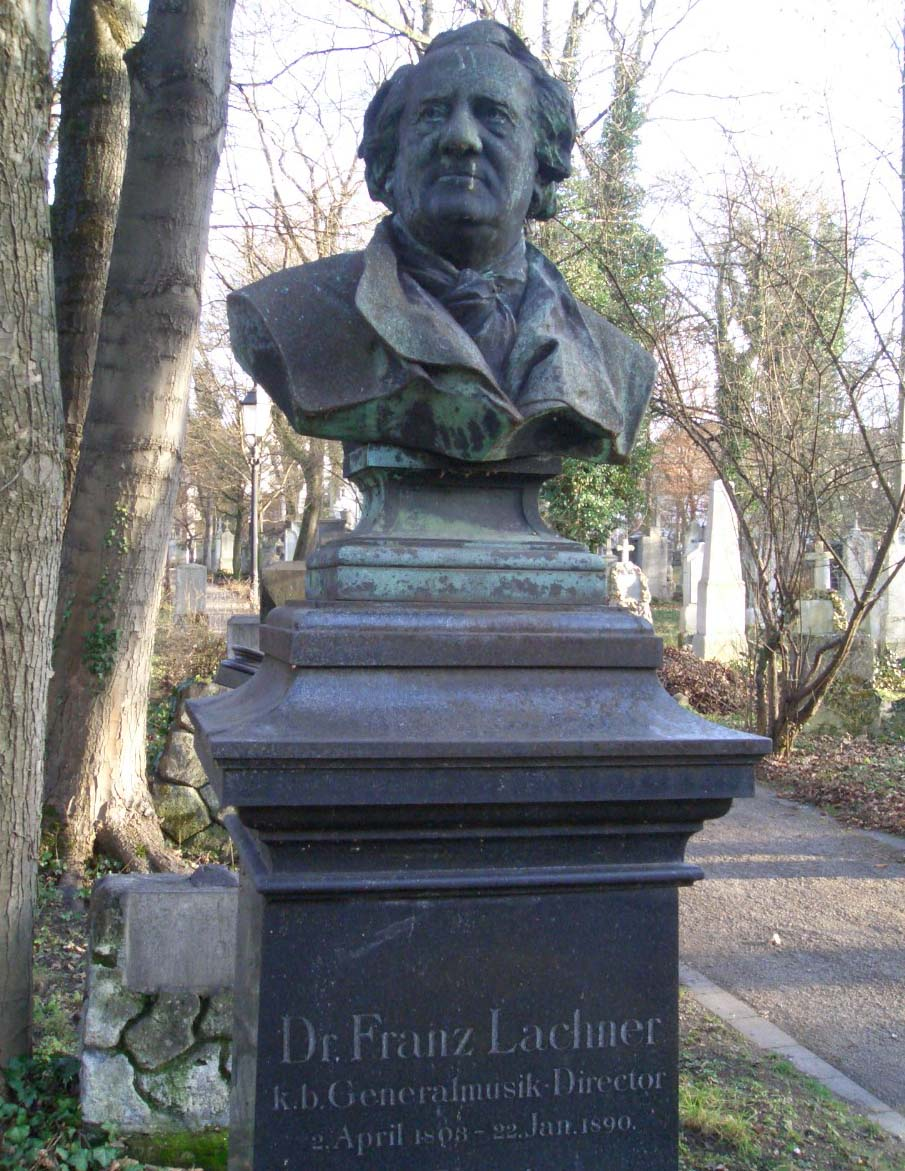
Busto de Lachner, em seu túmulo no Alter Südfriedhof, em Munique.

Lachner era um compositor conhecido e prolífico em sua época, embora não seja considerado um grande compositor. Sua obra, influenciada por Ludwig van Beethoven e seu amigo Franz Schubert, é considerada competente e tecnicamente boa, mas hoje em dia é pouco conhecida. Entre seus maiores sucessos estavam sua ópera Catharina Cornaro (1841, precedendo a ópera de Donizetti em três anos), seu Réquiem e sua sétima suíte orquestral (1881). 
Nos dias atuais, suas sonatas de órgão (op. 175, 176, 177) e música de câmara, em particular sua música para instrumentos de sopro, recebem a maior atenção, embora seus quartetos de cordas e algumas de suas oito sinfonias tenham sido executadas e gravados. Suas canções, algumas das quais são ajustadas para os mesmos textos que Schubert usou, contribuíram para o desenvolvimento do lied alemão. 
Para as apresentações do Médée, de Luigi Cherubini em Frankfurt, em 1855, Lachner compôs recitativos para substituir o diálogo original falado, e foi essa versão, traduzida para o italiano, que foi usada em muitos avivamentos e gravações da ópera no século XX. 